# Dingla
Dingla (ou Dinguela, Dinguila) est une localité du Burkina Faso située dans le département de Titao, la province du Loroum et la région du Nord.

## Population
Lors du recensement de 2006, on y a dénombré 806 habitants. 